# Столично
„Столично“ е търговска марка българска бира, тип лагер, в стил бок бира, която се произвежда от пивоварната „Загорка“ АД, гр. Стара Загора, собственост на международната пивоварна компания „Хайнекен“.

## Характеристика
Столично (Stolichno Bock Beer) е единствената бок бира, произвеждана в България. Отличава се с тъмен червеникавокафяв цвят с гранатови отблясъци. Характерен акцент в аромата на Столично е силният карамел, който присъства и във вкуса заедно с нотки на кафе.
Прави се по оригинална рецепта с изцяло тъмни малцове, разработена от майстори пивовари от Пивоварна Ариана АД, наследник на чешката пивоварна фабрика на братя Прошек, и „Загорка“ АД, под ръководството и контрола на нидерландски пивовари от Heineken N.V. Производственият процес включва продължителна ферментация, отлежаване и използване на висококачествени тъмни малцове, вода, мая и хмел.
„Столично“ е с алкохолно съдържание 6,5 об.% и екстрактно съдържание 16° Р. На пазара се предлага в кенове и наливно, а от декември 2006 г. – и в стъклени бутилки от 0,5 л. с иновативно twist-off отваряне.
Сервира се охладена до 5 °C. Най-подходяща за сервиране на бирата е чашата тип „лале“, наподобяваща конячена чаша.
Компанията предлага и свой вариант на пшенична бира под името Stolichno Weiss.